# Sergio Alejandro Hernández
Sergio Alejandro Hernández (30 gennaio 1971) è un ex calciatore venezuelano, di ruolo difensore.